# Arriva Teplice

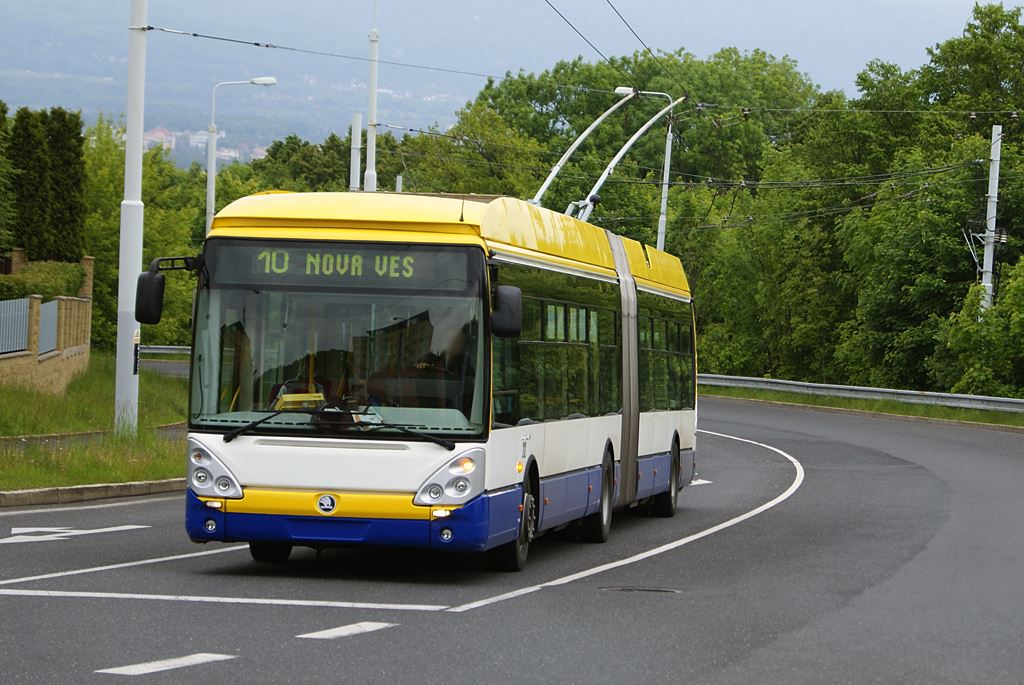
Trolejbus Škoda 25Tr, provozovaný společností Arriva Teplice, na lince č.10 na Nové Vsi.

ARRIVA TEPLICE s.r.o., do června 2013 Veolia Transport Teplice s.r.o., do června 2008 DOPRAVNÍ PODNIK TEPLICE, s. r. o., do prosince 2000 DOPRAVNÍ PODNIK Teplice, s. r. o. (zkratkou DP Teplice, s. r. o.), do března 1995 DOPRAVNÍ PODNIK FRYDRYCH Teplice, s. r. o. (zkratkou DP FRYDRYCH Teplice, s. r. o.) byla dopravní společností holdingu ARRIVA TRANSPORT ČESKÁ REPUBLIKA a.s. skupiny Arriva, dříve holdingu Veolia Transport Česká republika a. s., který byl součástí nadnárodní skupiny Veolia Transport. Provozovala městskou a příměstskou dopravu na Teplicku. Ředitelem firmy byl Ing. Petr Havlík, bývalý majitel. K 1. červnu 2017 společnost zanikla fúzí s částí společnosti Arriva Praha s.r.o., která byla zároveň přejmenována na Arriva City s.r.o.
V letech 2001 až 2012 byla společnost kategorizována do pásma společností s 250 až 500 zaměstnanci. V letech 2001 až 2009 měla roční obrat v pásmu 100 až 200 milionů Kč, v letech 2010 až 2012 roční obrat v pásmu půl miliardy až miliarda Kč. Firma ARRIVA TEPLICE s.r.o. získala[kdy?] celkově tři veřejné zakázky v hodnotě 7 920 100 Kč.[zdroj?]

## Historie
22. listopadu 1993 byla do obchodního rejstříku zapsána společnost DOPRAVNÍ PODNIK FRYDRYCH Teplice, s. r. o., zkráceně DP FRYDRYCH Teplice, s. r. o., jejímiž vlastníky byli Petr Frydrych, Petr Havlík, Andrej Hroza, Miloš Gaisler a Jan Gaisler. Od 7. března 1995 byli vlastníky již jen Petr Havlík, Miloš Gaisler a Jan Gaisler a společnost se přejmenovala na DOPRAVNÍ PODNIK Teplice, s. r. o., zkráceně DP Teplice, s. r. o. Od 24. ledna 1996 vlastnil společnost jen Petr Havlík. Od 11. prosince 2000 byl zápis slova „Teplice“ v dlouhé variantě názvu změněn na velká písmena (DOPRAVNÍ PODNIK TEPLICE, s. r. o., zkráceně stále DP Teplice, s. r. o.). Od 21. října 2004 získali navýšením základního jmění opět podíl i Miloš Gaisler a Jan Gaisler.
20. února 2003 byla do obchodního rejstříku zapsána společnost CONTEP, s. r. o. Jejím třetinovým vlastníkem byl výše uvedený DP Teplice, s. r. o. Dvě třetiny vlastnila původně švédská společnost Connex Transport AB, od 11. října 2005 Connex Czech Holding a. s., od 12. června 2006 Veolia Transport Česká republika a. s. Společnost provozovala městskou dopravu v Teplicích zřejmě jako subdodavatel pro svého menšinového vlastníka, jehož jménem byla provozována.
Od 12. dubna 2007 je podle obchodního rejstříku stoprocentním vlastníkem společnosti DP Teplice, s. r. o. holding Veolia Transport Česká republika a. s. (podle informace na webu firmy se stoprocentním vlastníkem stal již před koncem roku 2006). Od 1. července 2008 byla společnost DP Teplice, s. r. o. přejmenována na Veolia Transport Teplice s. r. o. Někdejší společný podnik CONTEP, s. r. o. byl 26. února 2008 zrušen s likvidací.
Na jaře 2013 se celá Veolia Transport Central Europe stala součástí skupiny Arriva. K 1. červenci 2013 došlo k přejmenování firem a náhradě loga Veolia Transport logem Arriva; design vozidel se má měnit průběžně s obměnou vozového parku, nemá dojít k zásadním změnám ve vedení společností. K 1. červenci 2013 byla společnost Veolia Transport Teplice s.r.o. přejmenována na ARRIVA TEPLICE s.r.o.v roce2024 začal dopravu v Teplicích provozovat DP Teplice 

## Provozovaná doprava
Provozovala zejména městskou autobusovou a trolejbusovou dopravu v Teplicích. Infrastruktura a trolejbusy patří městu, které je dopravci pronajímá.
Na základě výběrového řízení z roku 2006 provozuje v režimu závazku veřejné služby v letech 2007–2014 regionální autobusovou dopravu v oblasti příměstské dopravy Teplice, což představuje 13 % výkonů autobusové dopravy objednávané Ústeckým krajem.
V roce 2008 Evropská komise na základě stížnosti Dopravního podniku Ústeckého kraje a. s. prošetřovala Českou republiku pro podezření ze zakázané finanční podpory zejména Dopravního podniku Teplice s. r. o. a Dopravního podniku města Ústí nad Labem a. s., ze strany měst a Ústeckého kraje. Komise měla podezření, že pro meziměstskou dopravu byly zneužity dotace, které jsou účelově vázány na provozování městské dopravy.
V sérii výběrových řízení na provozování autobusové dopravy v Ústeckém kraji v letech 2015–2024, pro něž zadávací podmínky vyžadují zcela nové, nízkopodlažní a klimatizované autobusy s elektronickými informačními prvky a sledováním polohy pomocí GPS a v jednotném zeleném krajském nátěru, uspěla Arriva Teplice ve dvou oblastech, a to
- Teplicko (části dosavadních oblastí Příměstská doprava Teplice a Bílinsko), orientační poptávaný výkon 1 112 362 km/rok[10] Dne 7. května 2014 vyhrála se základní cenou 25,16 Kč/km.[11][12]
- Příměstská doprava Teplice (oproti dosavadnímu stavu oblast zmenšena), orientační poptávaný výkon 1 510 079 km/rok[10] Dne 7. května 2014 vyhrála se základní cenou 30,99 Kč/km.[11][12]

Od 1. března 2012 provozuje VT Teplice též městskou autobusovou dopravu v Bílině. Tu od 1. listopadu 2011 na základě výběrového řízení provozoval Dopravní podnik měst Chomutova a Jirkova a.s., avšak po dvou měsících sporů mezi městem a dopravcem, zvláště kvůli nasazování nízkokapacitních autobusů na vytížené spoje, s ním město spolupráci ukončilo a DPMCHJ a.s. se svých nároků domáhá u ÚOHS a soudů.
Dne 21. března 2016 začal provoz Arriva Expresu na trati Teplice, Celní → Teplice, Hlavní nádraží → Teplice, Benešovo náměstí → Teplice, Pražská → Praha, Nádraží Holešovice, stanoviště 11. Základní cena je 69Kč. Jezdí osm párů autobusů denně, je zde připojení k wi-fi zdarma a další vymoženosti.